# Patrícia Bastos
Patrícia Christiane Guedes Bastos (Macapá, 18 de abril de 1970) é uma cantora e compositora brasileira. Em 10 de setembro de 2022, se tornou a primeira amapaense a cantar no Rock in Rio.

## Biografia
Filha do educador José de Sena Bastos e da cantora Oneide Bastos, Patrícia cresceu em ambiente musical; músicos tradicionais do Amapá frequentavam sua casa. Incentivada pela mãe, participou de vários festivais infantis e começou sua formação vocal no coral Vozes do Amapá. Mas tarde estudou canto e música erudita no antigo Conservatório Walkíria Lima. Patrícia é formada em administração.

## Carreira
Começou a se dedicar à música aos 18 anos, quando entrou para a Banda Brinds, na qual permaneceu por cinco anos. Participou também de alguns festivais, conquistado prêmios no Festival da Canção Amapaense, em 1997, no Festival Internacional de Goiás (Festsinhá), e no Festival de Tatuí, cidade do interior de São Paulo e desde então, seguiu carreira solo, Patrícia destaca-se pelo timbre suave e afinação contundente, começou tocando em bares da cidade de Macapá, sua cidade natal, ao lado dos artistas como Zé Miguel, Osmar Júnior e Vanildo Leal. Já se apresentou como participação especial de Nico Rezende, Lô Borges, Biafra, Nilson Chaves e do grupo Boca Livre.
Com o álbum Zulusa  (palavra que combina zulu com lusa), lançado em 2013, Patrícia foi premiada em maio de 2014, no 25º Prêmio da Música Brasileira, como melhores disco regional e cantora regional.
O sexto álbum intitulado Batom Bacaba, lançado através do edital Natura Musical de 2015 e produzido por Du Moreira e Dante Ozzetti, traz as características musicais da cultura amapaense como o marabaixo, batuque e cacicó, o álbum traz canções oito canções com colaboração de artistas consagrados da região norte. A obra foi lançada em São Paulo, Campinas e em Macapá. Com a obra, Patrícia foi novamente indicada para a 28ª Edição do Prêmio da Música Brasileira de 2017 nas categorias de Melhor Álbum e Melhor Cantora.
Seu álbum Batom Bacaba foi indicado ao Grammy Latino de 2017 de Melhor Álbum de Raizes Brasileiras.

## Discografia
Álbuns de estúdio
- Pólvora e Fogo (2002)
- Sobre Tudo (2007)
- Eu Sou Caboca (2009)[9]
- Zulusa (2013)
- Batom Bacaba (2016)[10]
- Timbres e Temperos (2021) (com Enrico di Micelli e Joãozinho Gomes)

Álbuns ao vivo
- Patrícia Bastos In Concert (2004)

Vinil
- Zulusa (2019)[11]

### Outras aparições
| Canção                 | Ano  | Outro(s) artista(s)                    | Álbum                                                                | Ref.          |
| ---------------------- | ---- | -------------------------------------- | -------------------------------------------------------------------- | ------------- |
| "Beije!"               | 2015 | Thiago K                               | Em Meio a Tantas Possibilidades de Morte, Me Peguei Pensando na Vida | [ 12 ]        |
| "Lua de Fel"           | 2015 | Vital Lima                             | O Que Não Tem Fim                                                    | [ 13 ]        |
| "Água Doce"            | 2016 | Silvan Galvão                          | Tambores que Cantam                                                  | [ 14 ]        |
| "Eu Vim do Mar"        | 2018 | Mariana Furquim                        | Princesa de Aiocá                                                    | [ 15 ]        |
| "Quer mas não quer"    | 2019 | Paulo Bastos AP                        | Batuqueiros                                                          | [ 16 ]        |
| "Mel de Melaço"        | 2019 | Manoel Cordeiro Zé Renato              | Guitar Hero Brasil                                                   | [ 17 ]        |
| "Arandu Ara"           | 2019 | Corciolli                              | Imaginary Brazil                                                     | [ 18 ]        |
| "Ori Dje Dje"          | 2020 | Sapopemba Benjamim Taubkin             | Gbọ́                                                                  | [ 19 ]        |
| "Flor da Manhã"        | 2020 | Fabrício dos Anjos                     | Novos & Usados – Vol. 1                                              | [ 20 ]        |
| "Deserts of Myself"    | 2020 | Corciolli Emmanuele Baldini            | Futura                                                               | [ 21 ] [ 22 ] |
| "Sabor Açaí"           | 2020 | Márcia Siqueira Vital Lima Zeca Torres | Encontros & Cantos da Amazônia (Ao Vivo)                             | [ 23 ]        |
| "Jeito Tucuju"         | 2020 | -                                      | Encontros & Cantos da Amazônia (Ao Vivo)                             | [ 24 ]        |
| "Banto"                | 2020 | -                                      | Encontros & Cantos da Amazônia (Ao Vivo)                             | [ 25 ]        |
| "U Amassu i u Dubradú" | 2020 | -                                      | Encontros & Cantos da Amazônia (Ao Vivo)                             | [ 26 ]        |
| "Incantu"              | 2020 | -                                      | Encontros & Cantos da Amazônia (Ao Vivo)                             | [ 27 ]        |
| "Domingo de Páscoa"    | 2020 | -                                      | Encontros & Cantos da Amazônia (Ao Vivo)                             | [ 28 ]        |
| "Porto de Lenha"       | 2020 | Márcia Siqueira Vital Lima Zeca Torres | Encontros & Cantos da Amazônia (Ao Vivo)                             | [ 29 ]        |
| "Imaginário"           | 2020 | Amazônia Samba                         | Amazônia Samba                                                       | [ 30 ]        |
| "Vozes da Madrugada"   | 2021 | Celso Viáfora                          | A Vida É                                                             | [ 31 ]        |
| "Pra mim"              | 2021 | Jhimmy Feiches                         | Dentro D'água a Gente Não Chora                                      | [ 32 ]        |

## Prêmios e Indicações
| Ano  | Prêmio                      | Categoria               | Indicação       | Resultado | Ref.   |
| ---- | --------------------------- | ----------------------- | --------------- | --------- | ------ |
| 2014 | Prêmio da Música Brasileira | Melhor Cantora Regional | Patrícia Bastos | Venceu    | [ 33 ] |
| 2014 | Prêmio da Música Brasileira | Melhor Álbum Regional   | Zulusa          | Venceu    | [ 33 ] |
| 2017 | Prêmio da Música Brasileira | Melhor Cantora          | Patrícia Bastos | Indicado  | [ 34 ] |
| 2017 | Prêmio da Música Brasileira | Melhor Álbum            | Batom Bacaba    | Indicado  | [ 34 ] |
| 2017 | Grammy Latino               | Melhor Álbum Regional   | Batom Bacaba    | Indicado  | [ 35 ] |